# Кипріян Карфагенський
Кипріян Карфагенський (лат. Cyprianus Carthaginiesis, близько 200, Карфаген — 14 вересня 258, там же), народжений як Та́сций Цеци́лій Кипріа́н (лат. Thascius Caecilus Cyprianus) — єпископ Карфагенської церкви і видатний християнський богослов, основні твори якого присвячені осмисленню питань відступництва і розколу. Творець канонічного вчення про єдність Церкви та її ієрархічної структури. Називав своїм вчителем Тертуліана, Кипріян провів у Карфагені три помісних собори. Єдність церкви, за Кипріяном, виражається в соборній згоді єпископів, рівною мірою наділених благодаттю Святого Духа і самостійних в управлінні своєю паствою.

## Біографія
Народився в багатій сім'ї поганина у Карфагені. При народженні звався Гай Фасцій Цецилій. Виріс у поганському оточенні, до 246 року був відомий як успішний адвокат. Через два роки після хрещення на вимогу пастви був обраний на єпископа (що порушувало прийняті тоді норми).
Через пару місяців почалося жорстоке гоніння на християн, багато з яких відступили від віри, якщо не на ділі, то на словах. З приводу умов їхнього прийому назад у лоно Церкви розгорнулися великі суперечки. Кипріан, який послідовно відстоював необхідність соборів як вищої інстанції для вирішення церковних справ, на соборі в Карфагені зумів провести точку зору про те, що до повноважень церкви належить і відпущення смертних гріхів (навіть таких, як відступництво). Згодом погляди Кипріяна з цього питання стали загальноприйнятими.
257 року почались нові гоніння на християн. 30 серпня 257 року Кипріяна було відправленно на заслання. Наступного року гоніння посилились, Кипріян знову постав перед судом у Карфагені й був страчений. Він першим з африканських єпископів прийняв мученицьку смерть й був зарахований до числа святих та Отців Церкви.

## Творчість
У доробку Кипріяна є численні богословські трактати. Найвагомішими є «До Доната» (Ad Donatum; близько 246 року); «Докази для Квірина» у 3 книгах (Ad Quirinum testimoniorum libri III), зібрання текстів Священного писання, використовуваних як теологічні аргументи, твір величезної важливості для історії латинського тексту Біблії; «До Деметріана» (Ad Demetrianum); «Про занепалих» (De lapsis); «Про єдність Церкви» (De catholicae ecclesiae unitate; бл. 251 року); «Про смертність» (De mortalitate), де він описав пандемію, яка почалася 249 року і яку назвали на його честь чума Кипріяна; «Про спонукання до мучеництва» (Ad Fortunatum de exhortatione martyrii). Також є автором 65 листів та адресатом 16 листів, які являють собою важливе джерело з історії церкви в Африці римського періоду.
Турбота про едність церкви є головною метою діяльності Кипріян Карфагенського, і тому ця тема займала центральне місце в його вченні та працях, зміст яких багато в чому і визначався його діяльністю. У своїх твердженнях з питання єдності церкви він цілком опирався на Святе Письмо. Крім того, окрім єдності церкви через Святого Духа, св. Кипріан обґрунтовував єдність церкви ще й моментом адміністративно-канонічним, єдністю влади єпископа. Він не заперечував першість Риму, й казав: «Господь заснував свою Церкву на Петрі… Один Бог і один Христос, одна Церква і одна столиця, основана за словами Господа… Щоб показати єдність, Ісус заснував одну столицю». Проте це не заважало йому сперечатися з Римськими папами й відстоювати самостійність церкви, яку він очолював. Він вважав символічним вираженням церковної єдності безшовне облачення і злиття пшеничних зерен і виноградних грон у хлібі й вині причастя. Але в ім'я єдності Церкви, яку він ставив понад усе, він стверджував єдину віру і одне хрещення, яке здійснюється Церквою, бо лише вона є обраниця Христового.
Не менше значення, ніж самі принципи, мало для Кипріяна проведення їх у життя. Таким чином, з одного боку, він був поборником єдності Церкви, яка стверджує непорушне єднання єпископатів з Римським престолом, з іншого, він розглядав самостійне єпископство як реальну основу церковної єдності, тобто як би виступав прихильником принципу єпископальної. Тому, можна сказати, що принцип владної централізації вступав у суперечність з прагненням до самостійності.
У Карфагені ригористи і їхні противники сперечалися з твердженнями Кипріяна, який дотримувався середнього шляху і діяв у згоді з Корнілієм. Кіприян наголошував, що у відносинах між Церквами та єпископами — між Корнелієм та африканськими християнами — має панувати гармонія. У 254—256 роках, полемізуючи зі папою римським Стефаном I, він вказував про необхідність згуртування єпископату за збереження законного розмаїття звичаїв. Але з не меншою силою він доводив й недієвість єретичного хрещення, оскільки, на його думку, є лише одна Церква, поза якою немає спасіння.

## Цитати
| «Ніхто не може назвати Бога Отцем, не назвавши Церкву Матір’ю». |
| «Не лінуйтеся приступати до Чаші Життя, Безсмертя, Любові й Святині, але приступайте зо страхом Божим і вірою. А хто не хоче й не піклується про це, той не любить Ісуса Христа, той не отримає Духа Святого, і, відповідно, не увійде в Царство Небесне» (Листи. 63. 4). |

## Патрон
- Португалія:
  - парафії: Пасуш-де-Брандан